# Barsham
Barsham é uma cidade e freguesia no distrito de North Norfolk em Norfolk, Inglaterra, cerca de 28,3 milhas (45,5 km) de Norwich. A paróquia tem uma área de 482 hectares e uma população de 197 pelo censo de 2001

## Transporte
A via principal é a A148, que vai de King's Lynn até Cromer.

### Aeroporto
O Aeroporto Norwich está localizado 26,4 milhas (42,5 km) sul da povoado e oferece ligações aéreas directas entre o Reino Unido e a Europa.

## Igreja
A igreja de Barsham, denominada All Saints.